# Címerdiagnosztika
A címerdiagnosztika a címerelmélet egyik részterülete. Részben azonos a historizálással. Fogalmát és metodikáját a 19. századi német heraldikusok határozták meg.
Feladata egy (ismeretlen) címer korának meghatározása és területi lokalizálása annak külső jegyei alapján, például a pajzs formája után (milyen pajzsformák követték egymást kronologikusan), a pecsét köriratának paleográfiai összefüggései szerint, a különféle történeti korszakokra jellemző divatok alapján. (Például a háromlevelű, négylevelű, ötlevelű virág elterjedésének divatja szerint.) A címerdiagnosztika kevesebb figyelmet szentel a változások okainak. Inkább csak leírja azokat, de nem kutatja alaposan azok értelmét.
Ez a vizsgálat stílustani ismereteket is megkövetel, mert minden ország heraldikája jellegzetes a maga módján. Így például az angol sisaktakaró egyszerű szalag, Közép-Európában viszont teljesen körbefogja a pajzsot.

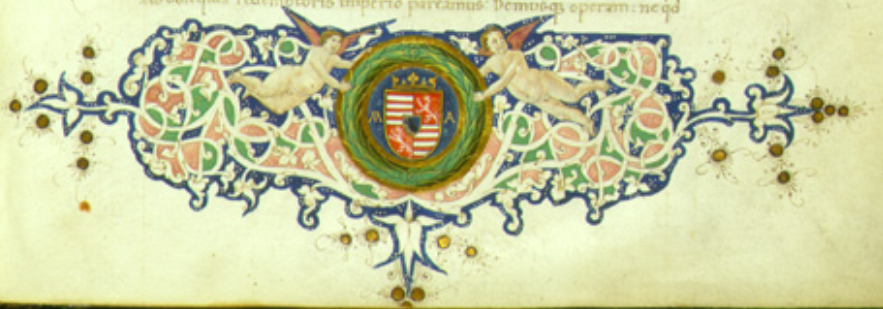
A „második címerfestő”, jellegzetes stílusjegye a „karcsú oroszlán”
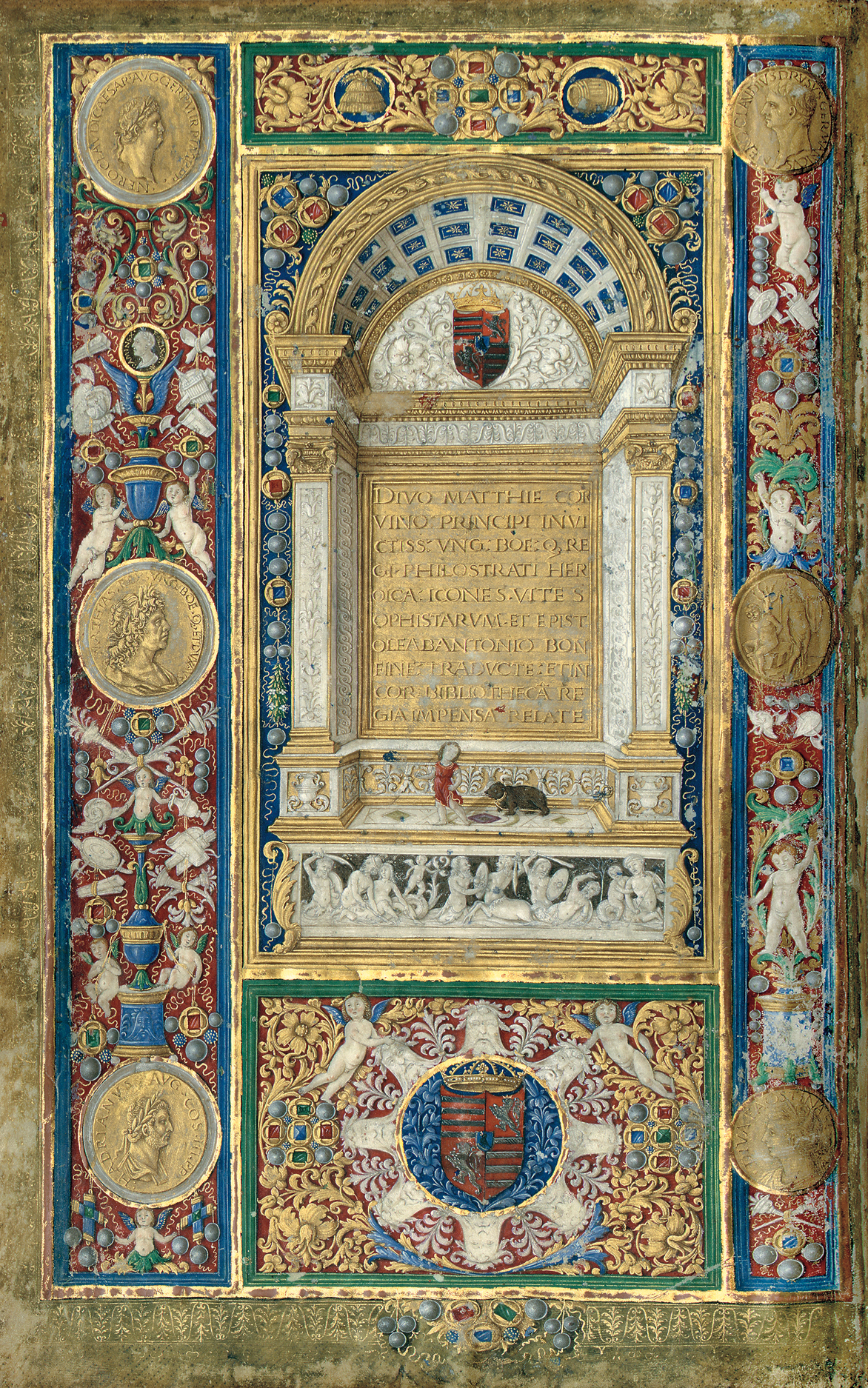
kövér oroszlán
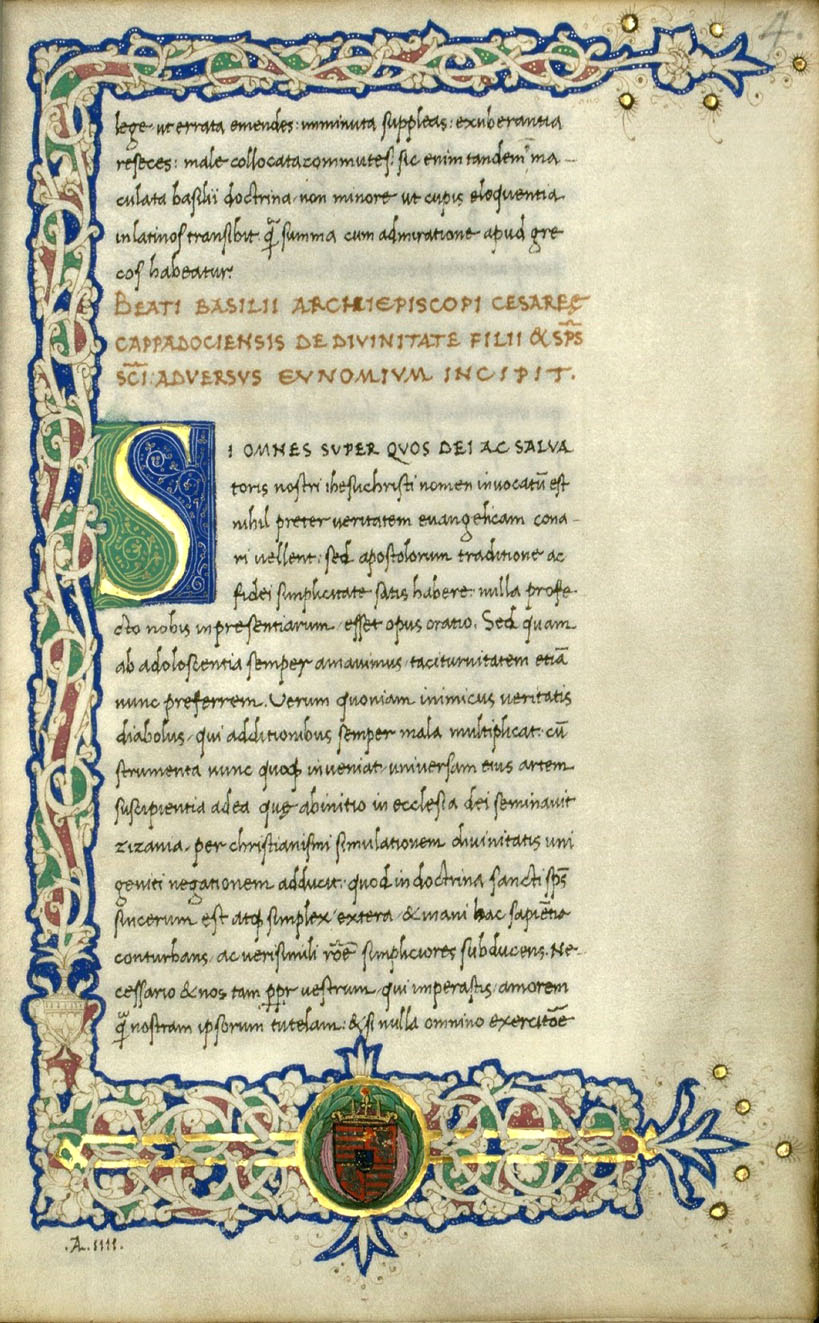
kövér oroszlán
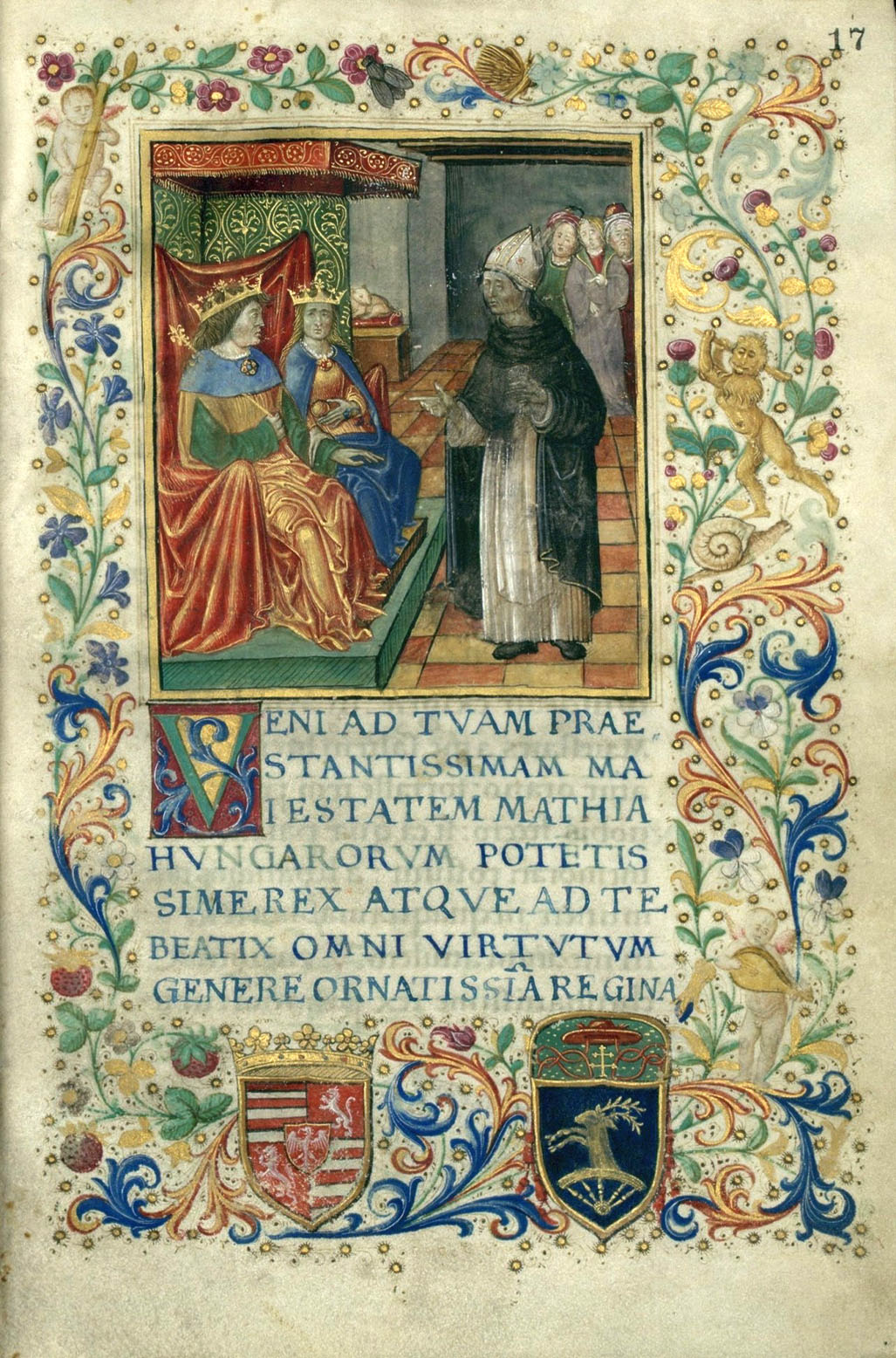
karcsú oroszlán
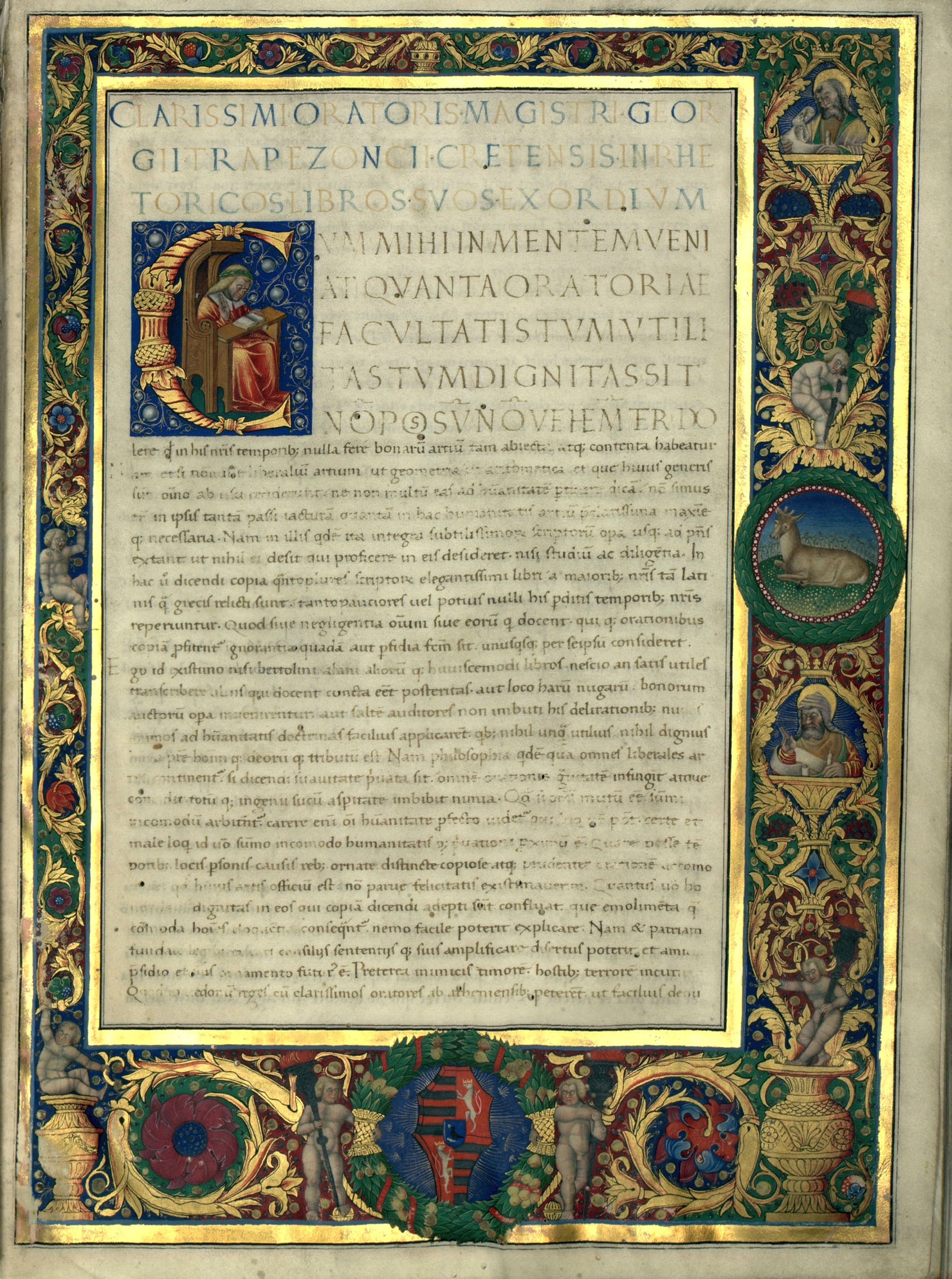
karcsú oroszlán

A Korvinák illuminátorainak elkülönítésre a címerek vizsgálatát is igénybe veszik. A címerdiagnosztika egyik magyar példáját mutatják a fenti képek.